# Aurora (Nebraska)
Aurora és una població dels Estats Units a l'estat de Nebraska. Segons el cens del 2000 tenia 4.225 habitants.

## Demografia
Segons el cens del 2000, Aurora tenia 4.225 habitants, 1.662 habitatges, i 1.163 famílies. La densitat de població era de 867,7 habitants per km².
Dels 1.662 habitatges en un 34,9% hi vivien nens de menys de 18 anys, en un 59,3% hi vivien parelles casades, en un 7,8% dones solteres, i en un 30% no eren unitats familiars. En el 27,1% dels habitatges hi vivien persones soles el 14,1% de les quals corresponia a persones de 65 anys o més que vivien soles. El nombre mitjà de persones vivint en cada habitatge era de 2,45 i el nombre mitjà de persones que vivien en cada família era de 2,98.
Per edats la població es repartia de la següent manera: un 27,4% tenia menys de 18 anys, un 6,2% entre 18 i 24, un 25,7% entre 25 i 44, un 20,9% de 45 a 60 i un 19,7% 65 anys o més.
L'edat mediana era de 39 anys. Per cada 100 dones de 18 o més anys hi havia 84,6 homes.
La renda mediana per habitatge era de 37.690 $ i la renda mediana per família de 43.884 $. Els homes tenien una renda mediana de 29.162 $ mentre que les dones 20.484 $. La renda per capita de la població era de 17.309 $. Aproximadament el 6,1% de les famílies i el 6,2% de la població estaven per davall del llindar de pobresa.

## Poblacions més properes
El següent diagrama mostra les poblacions més properes.